# Orbis (Unternehmen)
Die ORBIS SE ist eine deutsche Unternehmensberatung mit einem Schwerpunkt in der Informationstechnik und der Prozessberatung. Sitz des Unternehmens ist Saarbrücken.

## Geschichte
Das Unternehmen wurde 1986 gegründet und ging im September 2000 an die Börse. Die Aktien der Gesellschaft werden im geregelten Markt gehandelt. ORBIS realisiert Projekte im SAP- und Microsoft-Umfeld, beispielsweise für Unternehmen wie NETZSCH Group, WAREMA, Hörmann und ZF Friedrichshafen.
Neben dem Hauptsitz in Saarbrücken unterhält das Unternehmen Niederlassungen in Hamburg, Markdorf, Straßburg, McLean (Virginia), Suzhou (China), Shanghai und Eindhoven (Niederlande). Zur ORBIS gehören auch Tochterunternehmen wie ORBIS Austria GmbH (Wien, Österreich), ORBIS Schweiz AG (Baar, Schweiz), ORBIS People GmbH (Saarbrücken, Deutschland), BLUE S'TEC GmbH, contrimo GmbH, ORBIS Modern Work GmbH, Dialog GmbH (Bielefeld, Deutschland), 4PACE GmbH, OSCO GmbH, ORBIS Value+ und Quinso B.V. (‘s-Hertogenbosch, Niederlande).
Am 17. Februar 2022 wurde die ORBIS AG umfirmiert und ist seit diesem Datum als ORBIS SE ins Handelsregister eingetragen.

## Geschäftsbereiche
Die Geschäftsbereiche des Unternehmens umfassen Enterprise Resource Planning (ERP), Supply Chain Management (SCM), Logistik (EWM/LES), Manufacturing Execution Systeme (MES), Variantenmanagement, Customer Relationship Management (CRM), Business Analytics (BI, EPM und Data Warehousing), Product Lifecycle Management (PLM) und weltweite Rollouts von ERP-Lösungen und Prozessen. Die ORBIS SE entwickelt eigene Lösungen in den Bereichen Business Intelligence (BI), Manufacturing Execution Systeme (MES), Produktkostenkalkulation und Variantenmanagement sowie Add-Ons auf Basis von SAP. Auf der Plattform von Microsoft Dynamics CRM hat das Unternehmen eigene Branchenlösungen und Best Practices mit Schwerpunkten in den Bereichen Automotive, Bauzulieferindustrie, Industrie und Konsumgüter entwickelt wie beispielsweise die SAP-Integration, CRM-Analyzer, Schnittstellen-Templates, Tourenoptimierung und viele andere modulare Bausteine, die sowohl browserbasiert als auch für Laptop und als Mobile-Lösung für Tablets im On- und Offlinemodus zur Verfügung stehen.

## Kennzahlen
Im Geschäftsjahr 2024 betrug der Konzernumsatz 132,2 Mio. Euro. Das EBIT betrug dabei 5,02 Mio. Euro.